# CentralNic
CentralNic Group PLC是一家總部位於英國倫敦的跨國互聯網服務控股公司，由Stephen Dyer在2000年成立，並於2013年在倫敦證券交易所的另類投資市場上市。旗下子公司提供包括域名註冊、網絡託管、品牌管理和域名停放等相關產品和服務。

## 收購
- 2014年初，CentralNic收購了DomiNIC GmbH。
- 2014年，CentralNic以750萬美元收購了零售域名註冊商 Internet.BS，從而增加了其不斷擴大的註冊商組合。
- 2015年，CentralNic收購了Instra Corp，並將這家零售和企業域名註冊商的業務整合到其產品組合中。
- 2018年，CentralNic以2600萬歐元的價格收購了斯洛伐克(.sk)的ccTLD 。
- 2018年7月16日，CentralNic宣布以反向收購的方式與KeyDrive Group合併。
- 2018年9月6日，CentralNic以256萬歐元的價格收購了專注於羅馬尼亞和巴西市場的註冊商和域名託管服務提供商 GlobeHosting Inc.。
- 2019年5月20日，CentralNic宣布計劃以2400 萬澳元收購領先的澳大利亞和新西蘭域名和託管經銷商業務TPP Wholesale。
- 2019年7月1日，CentralNic以高達1000萬歐元的價格收購了國際域名經銷商平台Hexonet Group。
- 2019年8月7日，CentralNic以高達 520 萬新西蘭元（即340萬美元）的價格收購了國際域名零售商 Ideegeo Group Ltd（“Ideegeo”）。
- 2019年11月，CentralNic以4800萬美元從Matomy Media收購了Team Internet。
- 2020年9月，CentralNic 宣布將以3600萬美元收購波蘭公司Codewise的Zeropark和Voluum業務。該交易於 2020 年 11 月完成。
- 2021年1月，CentralNic以440萬美元收購了法國品牌保護註冊商Safebrands。

## 旗下公司
- CentralNic Ltd （页面存档备份，存于）
- OnlyDomains （页面存档备份，存于）
- Instra Corporation （页面存档备份，存于）
- iwantmyname （页面存档备份，存于）[5]
- Internet Domain Service BS Corp （页面存档备份，存于）
- Moniker （页面存档备份，存于）
- domaindiscount24 （页面存档备份，存于）
- Hexonet （页面存档备份，存于）
- RRPproxy （页面存档备份，存于）
- PartnerGate （页面存档备份，存于）
- 1api （页面存档备份，存于）
- TPP Wholesale （页面存档备份，存于）
- Key-Systems （页面存档备份，存于）
- KeyDrive Group （页面存档备份，存于）
- DomiNIC （页面存档备份，存于）
- SK-NIC （页面存档备份，存于）
- BrandShelter （页面存档备份，存于）
- SafeBrands （页面存档备份，存于）
- nic.SAARLAND （页面存档备份，存于）
- toweb Brasil （页面存档备份，存于）
- KS Registry （页面存档备份，存于）
- Key-Systems Datacenter （页面存档备份，存于）
- GlobeHosting （页面存档备份，存于）
- Team Internet （页面存档备份，存于）
- Codewise （页面存档备份，存于）

## 頂級域
CentralNic有限公司是CentralNic Group PLC的旗下的域名註冊公司，該公司管理着許多頂級域： 

### 國家或地區頂級域
- .bh ,巴林
- .dm ,多米尼克
- .fm ,密克羅尼西亞聯邦
- .fo ,法羅群島
- .gd ,格林納達
- .la ,老撾; 也作為洛杉磯的頂級域
- .pw ,帕勞
- .sk ,斯洛伐克
- .vg ,英屬維爾京群島
- .pw ,帕勞

### 通用頂級域
- .art
- .bar
- .basketball
- .best
- .college
- .ceo
- .design
- .fans
- .feedback
- .frl
- .fun
- .gent
- .host
- .icu
- .ink
- .love
- .observer
- .online
- .ooo
- .press
- .protection
- .realty
- .reit
- .rent
- .rest
- .security
- .site
- .space
- .storage
- .store
- .tech
- .theatre
- .tickets
- .website
- .wiki
- .xyz

## 二級域名
以下域都不是官方二級域名。但是這些子域名相對地比較流行，並在全球範圍內廣泛的域名註冊商中銷售，包括GoDaddy、阿里巴巴、Network Solutions、eNom、Webfusion、GMO Internet,Inc.、Gandi、Key Systems、Directi、InternetX等。
- .ae.org, 巴西
- .ar.com, 阿根廷
- .br.com, 巴西
- .cn.com, 中國
- .com.de （页面存档备份，存于）, 德國
- .de.com （页面存档备份，存于）, 德國
- .eu.com, 歐盟
- .gb.com, 大不列顛
- .gb.net, 大不列顛
- .gr.com, 希臘
- .hu.com, 匈牙利
- .jpn.com, 日本
- .jp.net, 日本
- .kr.com, 韓國
- .no.com, 挪威
- .qc.com, 魁北克
- .ru.com, 俄羅斯
- .sa.com, 沙烏地阿拉伯
- .se.com, 瑞典
- .se.net, 瑞典
- .uk.com, 英國
- .uk.net, 英國
- .us.com （页面存档备份，存于）: 美國
- .us.org （页面存档备份，存于）: 美國
- .uy.com, 烏拉圭
- .za.com, 南非